# Gaturro
Gaturro é uma série de tirinhas argentina criada por Cristian Dzwonik (conhecido como Nik). As tirinhas foram publicadas em mais de 50 livros, revistas e volumes de quadrinhos. Uma adaptação cinematográfica estreou em setembro do 2010 e um mundo virtual, chamado Mundo Gaturro, foi lançado também em 2010.

## Sinopse
Gaturro é um gato com grandes bochechas amarelas. A série trata da vida de um gato de mesmo nome que está perdidamente apaixonado por uma gata chamada Ágatha, que, por sua vez, não está interessada nele. Gaturro não fala, só pensa. Porém, ao se comunicar com seus amigos animais, ele fala. Dentre suas atividades mais frequentes, ele geralmente caminha pelos telhados e vai à escola.

## Personagens

##### Personagens principais
- Gaturro: É um gato e o protagonista da história.[5] Apresenta-se como um anti-herói, um sonhador e um observador do mundo. Caracterizam-no seu olho grande e sua grande imaginação e talento. Embora sua casa seja um lugar encantador, também gosta de perambular pelos telhados da vizinhança, onde pode interagir com outros personagens das casas vizinhas. Os donos de Gaturro mandam-no para a escola de vez em quando, não para educá-lo, mas para tirá-lo de casa. Na escola, Gaturro é um pouco agitador e torna a vida de sua professora, a Sra. Ruda Vinagreti, muito difícil. Gaturro também aparece vestido de gala no escritório de seu dono em algumas tirinhas para deixar uma piada em forma de balão de pensamento, mas não fica claro o que realmente faz ali.
- Ágatha: Vizinha de Gaturro, é uma gata por quem ele está perdidamente apaixonado. É um pouco egoísta e complicada, mas muito inteligente. Eles se conhecem há muito tempo, mas sua relação não muda: Gaturro está apaixonado por ela, mas Agatha faz pouco caso dele.[6]

##### Família adotiva
- Daniel (o papai): O dono de Gaturro. É umestereótipo de pai classe média que, ainda que pressionado pelo trabalho, tenta cumprir com suas responsabilidades familiares. Ele trata Gaturro como um filho normal. Sempre come demais e costuma passar a maior parte de seu tempo sentado na cadeira vendo TV. Apresenta um sobrepeso acentuado.
- Valeria (a mamãe): É muito compreensiva e carinhosa, mas também firme. É totalmente dedicada ao lar e à sua família, e costuma fazer ginástica ou se distrai com Feng Shui para combater o estresse. Detesta que Gaturro suje a casa e que seu marido coma tanto.
- Luz: A filha mais velha da família. Sua adolescência incipiente tornou-a muito caprichosa e cabeçuda, estando sempre em constante conflito com sua família, inclusive com Gaturro.
- Agustín: O filho mais novo da família, e parece ser o único que trata Gaturro como um mascote. É muito curioso e gosta de jogar videogame.
- A sogra: É a avó de Luz e Agustín e a sogra do papai da família. Não vive na cidade, mas os visita de vez em quando. Fala muito.
- Tio Jorge: É o irmão de Daniel, portanto, o tio de Luz e Agustín. Embora seja parecido com seu irmão fisicamente, tem um aspecto mais sério, mais delgado e praticamente não demonstra estresse.
- Os primos: São os primos de Luz e Agustín, a única coisa que se sabe deles é que são rebeldes.

### Família biológica
- Mamurra: É a mamãe biológica de Gaturro. É muito superprotetora com Gaturro, pede-lhe que coma bem, se cuide, estude e que se proteja de todos os perigos. Tem sempre uma Tupperware para Gaturro, óbvio.
- Gatulongo: É um primo de Gaturro com um pescoço muito longo. Amigável e tranquilo, nunca está com pressa. Demora muito para responder.
- Papurro: É o papai de Gaturro. Aparece ocasionalmente nas tirinhas. Dinamismo não é seu forte. Tudo lhe dá muita preguiça.
- Abuelurra: É a avó de Gaturro. Assim como Mamurra, ela também é muito superprotetora com Gaturro. Vive fazendo casacos de crochê, já que se preocupa por Gaturro não se proteger do frio o tempo todo.
- Tiurras: São as tias de Gaturro. Apareceram pela primeira vez em 25 de fevereiro de 2007.
- Bisabuelurra: É uma versão melhorada de Mamurra e Abuelurra.
- Hermanurro: Aparece quando Gaturro apresenta-o a Ágatha. É mais peludo e mais alto que Gaturro.
- Gaturrin: Um gatinho bebê que Gaturro adotou como sobrinho. Gaturrín vive imitando Gaturro, a ponto de adotar sua personalidade, mas de forma melhorada, sendo mais inocente e mais cínico. É o único personagem que faz Ágatha rir.

### Gatos amigos
- Gateen: Uma gata adolescente, que está sempre se transformando, rebelde. Conversa muito e gosta de estar sempre na moda.
- Gaturranta: Uma amiga de Gaturro que o visita de vez em quando. É o oposto de Ágatha, muito simpática e amiga. Ajuda Gaturro a provocar ciúmes em Ágatha.
- Katy Kit: Uma gata por quem Gaturro demonstra interesse. Diz ser famosa e aparecer na TV e nas revistas. É bastante frívola e parece só preocupar com sua aparência.
- Misha: É a última gata a se mudar para o bairro e vive bem perto da casa de Gaturro. Tem duas trancinhas, é muito simpática e ativa. Sempre procura novos amigos.
- Elizabeth: É a gata milionária do bairro. Vive numa mansão com sua dona e o mordomo. Estudou no Instituto Miau Londres, viajou por todo o mundo e sabe vários idiomas. É muito fina, elegante e distinta. Gosta que a bajulem e a obedeçam.
- Gaturrina: É a noiva de Gaturrín. É tão pequenina quanto Gaturrín.
- Gatunislao: Seu nome é Gatunislao García Aristizabal, é o gato do pedaço. Tem duplo sobrenome e alta linhagem. Sua aparência é tudo pra ele, que diz ter casas, automóveis, fazendas e iates, mas, na verdade, ele não tem nada disso.
- Gatovica: Ágatha o apresentou uma vez como seu noivo. É enorme e parece muito musculoso, mas Ágatha furou-o com suas unhas recém-afiadas e furou seus músculos. Não fala muito, só se sabe que gosta de mostrar as presas.
- Malurro: Um ex-noivo de Ágatha, muito mau e que não gosta nem um pouco dela, mas isso a atrai.
- Tommy Cool: É o gato mais legal do bairro. Saía com Ágatha, mas eles terminaram porque ele era egoísta e só se preocupava com as novidades.
- Grasurro: É um ex-noivo de Ágatha, Cantor de música romântica.
- Gatalina Yolí: uma garota nova que chegou no bairro de Gaturro e se apaixona por todos os gatos. Ia se casar com Gaturro, mas Ágatha interrompeu o casamento.
- Alelí: É uma das irmãs de Ágatha e sempre diz sim a todos os gatos, mas quando Gaturro a convidou para sair, ela disse não. Estreou no Gaturro n.º 12.
- María José*: É a irmã de Ágatha que sempre diz "não sé". Estreou no Gaturro n.º 12.
- Inês: É a irmã de Ágatha que sempre diz "Talvez". Estreou no Gaturro n.º 34.
- Guada: É a irmã de Ágatha que sempre não diz nada.

### Animais amigos
- Arañita: Uma aranha, amigo de Gaturro que de vez em quando baixa do teto pendurada por seu fio para visitá-lo. Eles se parecem fisicamente, pois ambos possuem as mesmas bochechas.
- Ramiro: É um rato que vive na casa de Gaturro a quem ele não persegue nem tenta caçar. São muito bons amigos.
- Canturro: Um cão amigo de Gaturro. É resmungão e constantemente tenta demonstrar a Gaturro a superioridade de sua espécie.
- Emilio: Um peixe que vive na casa de Gaturro de quem ele cuida. São muito bons amigos.
- Canario: É o amigo de Gaturro é pertence a um vizinho de Gaturro.

### Escritório
- Aldopetti: Trabalha no mesmo escritório que o pai de Gaturro, lugar que Gaturro visita de vez em quando. É inseguro e tem a autoestima muito baixa. Sente que o exploram no trabalho.
- Dr. Malbichi: É o chefe do pai de Gaturro. É um ser vil e um explorador de empregados. Sua empresa não faz absolutamente nada de produtivo.

### A escola
- Ruda Vinagreti: É  a professora de Gaturro no colégio. É uma personagem azeda e mal-humorada, que sempre dá zero a Gaturro. Tem duas irmãs: Brusca e Tosca Vinagreti (babá e terapeuta de Gaturro). A mãe das três é Áspera Vinagreti.
- A diretora: É a diretora do colégio de Gaturro. É muito rígida e gosta que a escola esteja em ordem.